# Árnyvadászok: A végzet ereklyéi
Az Árnyvadászok: A végzet ereklyéi (eredeti cím: Shadowhunters: The Mortal Instruments) 2016 és 2019 között vetített amerikai romantikus dráma–horror sorozat, amelyet Ed Decter alkotott.
A sorozat producerei Don Carmody, David Cormican és Martin Moszkowicz. A zeneszerzői Ben Decter (1. évad), Trevor Morris és Jack Wall. A főszerepekben Katherine McNamara, Dominic Sherwood, Alberto Rosende, Matthew Daddario és Emeraude Toubia láthatóak. A sorozat a Constantin Film megbízásából készült, forgalmazója a Disney–ABC Domestic Television.
Amerikában 2016. január 22-én mutatta be a Freeform. Magyarországon a Viasat 6 mutatta be 2020. január 22-én.

## Cselekmény
18. születésnapján Clary Fray-t felveszik a Brooklyni Művészeti Akadémiára. Aznap este, amikor a legjobb barátjával, Simon Lewisszal ünnepelt, Clary beleüzközik egy fiatal fiúba, aki furcsálja hogy a lány látja őt. Clary követi őket és szemtanúja lesz egy harcnak. Beavatkozik, megragad egy pengét. A lány összezavarodik, hogy miért csak ő furcsálja az előbbi jelenetet.
Clary édesanyját megtámadják és mire a lány hazaér, az anyját sehol sem találja. Clary-t a fiatal fiú menti meg a klubból, aki úgy tűnik, többet tud a lányról. Jace valami olyasmit mond Clarynek, ami egy teljesen új világot tár a szeme elé. Jace-el együtt, Clary édesanyját próbálják megmenteni Valentine-tól.

## Szereplők

### Főszereplők
| Színész            | Szereplő                 | Magyar hang       |
| ------------------ | ------------------------ | ----------------- |
| Katherine McNamara | Clary Fray               | Andrádi Zsanett   |
| Dominic Sherwood   | Jace Herondale           | Renácz Zoltán     |
| Alberto Rosende    | Simon Lewis              | Molnár Levente    |
| Matthew Daddario   | Alec Lightwood           | Timon Barnabás    |
| Emeraude Toubia    | Isabelle Lightwood       | Pánics Lilla      |
| Isaiah Mustafa     | Luke Garroway            | Turi Bálint       |
| Harry Shum Jr.     | Magnus Bane              | Kádár-Szabó Bence |
| Alisha Wainwright  | Maia Roberts (2–3. évad) | Mohácsi Nóra      |

### Mellékszereplők
| Színész               | Szereplő                       | Magyar hang               |
| --------------------- | ------------------------------ | ------------------------- |
| David Castro          | Raphael Santiago               | Sörös Miklós              |
| Jade Hassouné         | Meliorn                        | Gacsal Ádám               |
| Christina Cox         | Elaine Lewis                   | Galiotti Barbara          |
| Nicola Correia-Damude | Maryse Lightwood               | Kiss Erika                |
| Alan van Sprang       | Valentine Morgenstern          | Petridisz Hrisztosz       |
| Maxim Roy             | Jocelyn Fairchild              | Törtei Tünde              |
| Paulino Nunes         | Robert Lightwood               | Beratin Gábor             |
| Jack Fulton           | Max Lightwood                  | Maszlag Bálint            |
| Raymond Ablack        | Raj                            | Hám Bertalan              |
| Holly Deveaux         | Rebecca Lewis                  | Hermann Lilla             |
| Mimi Kuzyk            | Imogen Herondale               | Udvarias Anna             |
| Vanessa Matsui        | Dorothea Rollins (1–2. évad)   | Nyírő Eszter              |
| Joel Labelle          | Alaric Rodriguez (1–2. évad)   | Penke Bence               |
| Stephanie Bennett     | Lydia Branwell (1–2. évad)     | Bálizs Anett              |
| Jon Cor               | Hodge Starkweather (1–2. évad) | Bor László                |
| Kaitlyn Leeb          | Camille Belcourt (1–2. évad)   | Berkes Boglárka (1. évad) |
| Kaitlyn Leeb          | Camille Belcourt (1–2. évad)   | Csifó Dorina (2. évad)    |
| Shailene Garnett      | Maureen (1. évad)              | Gulás Fanni               |
| Joanne Jansen         | Gretel Monroe (2. évad)        | Gulás Fanni               |
| Lisa Marcos           | Susanna Vargas (1. évad)       | Laurinyecz Réka           |
| Nick Sagar            | Victor Aldertree (2–3. évad)   | Németh Attila István      |

### Magyar változat
- Főcím: Korbuly Péter
- Magyar szöveg: Pozsgai Rita
- Hangmérnök: Nikodém Norbert
- Gyártásvezető: Terbócs Nóra
- Szinkronrendező: Balog Mihály
- Produkciós vezető: Balog Gábor

A szinkron a Balog Mix Stúdióban készült.

## Epizódok
| Évad | Évad | Részek száma | Részek száma | Eredeti sugárzás  | Eredeti sugárzás    | Eredeti adó         | Magyar sugárzás  | Magyar sugárzás   | Magyar adó |
| Évad | Évad | Részek száma | Részek száma | Évadbemutató      | Évadzáró            | Eredeti adó         | Évadbemutató     | Évadzáró          | Magyar adó |
| ---- | ---- | ------------ | ------------ | ----------------- | ------------------- | ------------------- | ---------------- | ----------------- | ---------- |
|      | 1.   | 13           | 13           | 2016. január 12.  | 2016. április 5.    |                     | 2020. január 22. | 2020. április 15. |            |
|      | 2.   | 20           | 20           | 2017. január 2.   | 2017. augusztus 14. | 2020. szeptember 9. | 2021. február 3. |                   |            |
|      | 3.   | 22           | 22           | 2018. március 20. | 2019. május 6.      | 2021. február 10.   | 2021. június 8.  |                   |            |

## Gyártás

### Előkészület
2010-ben a Screen Gems bejelentette, hogy elkezdték csinálni a Csontváros, A végzet ereklyéi könyvsorozatnak első részének a filmes adaptációját. A második könyv, a Hamuváros filmadaptációjának elkészítését 2013 szeptemberében kezdték volna forgatni, de 2014-re halasztották, végül törölték, miután az első film veszteségesen zárt.
2014. október 12-én a Mipcom-on Constantin megerősítette, hogy A végzet ereklyéi televíziós sorozatként tér vissza Ed Decter alkotásában. A Constantin Film vezetője, Martin Moszkowicz a The Hollywood Reporternek elmondta: "Valójában van értelme a [regényeket] tévésorozatként csinálni. Annyi minden volt a könyvben, hogy a Mortal Instruments filmből ki kellett hagynunk. A sorozatban mélyebben elmehetünk, és részletesebben felfedezhetjük ezt a világot." A producerek abban reménykednek, hogy a teljes könyvsorozatot adaptálni fogják, ha a TV-s adaptáció sikeresnek bizonyul. 2015 februárjában Cassandra Clare , a könyvsorozat szerzője a Twitteren keresztül jelentette be, hogy a televíziós sorozat címe Árnyvadászok lesz. 2015 márciusában a Freeform megvette a sorozat vetítési jogait. A sorozat 2016 márciusában megújították egy második évadra, ami 20 epizódból fog állni és premierje 2017. január 2-án volt. 2017 áprilisában bejelentették, hogy a sorozatot egy harmadik évadra is megújították. A harmadik évad első részének bemutatója 2018. március 20-án volt. 2018. június 4-én a Freeform három évad után elkaszálta a sorozatot, de két további epizódot rendelt be a sorozat történetének megfelelő befejezéséhez. A harmadik évad másik fele premierje 2019. február 25-én volt.
2016 augusztusában, nem sokkal a második évad forgatásának megkezdése előtt, Ed Decter kilépett a sorozatból "kreatív különbségek" miatt. Todd Slavkin és Darren Swimmer, akik a Smallville-t alkották 2016 augusztusában csatlakoztak Decter helyett.

### Forgatás
A sorozat forgatását a kanadai Mississaugában, 2015. május 25-én kezdték meg. A kitalált new york-i rendőrkapitányság 89-es körzetét a Toronto-i Scarborough-i egyetem szárnyában forgatták.